# 태인중학교
태인중학교(泰仁中學校)는 대한민국 전북특별자치도 정읍시 태인면 태성리에 있는 사립 중학교이다.

## 학교 연혁
- 1947년 9월 25일 : 태인중학원 설립 인가
- 1948년 7월 29일 : 재단법인 태인학원 설립 인가
- 1948년 9월 5일 : 태인중학교 개교
- 1964년 12월 26일 : 학교법인 태인학원으로 정관 변경
- 2007년 3월 2일 : 학교 통합으로 태인여자중학생 2,3학년 편입
- 2013년 12월 12일 : 제22대 송삼자 이사장 취임
- 2014년 11월 21일 : 2015혁신학교 지정
- 2017년 11월 6일 : 2018혁신학교 재지정
- 2024년 2월 7일 : 제76회 졸업생(32명) (총 졸업생수 7,341명)
- 2024년 9월 1일 : 제24대 유정철 교장 취임

## 참고 자료
- 태인중학교 - 한국교육학술정보원 학교알리미